# Linea 15 (metropolitana di Parigi)
La linea 15 (in francese ligne 15) è una linea della metropolitana di Parigi, attualmente in costruzione, che collegherà con un percorso circolare i sobborghi della città di Parigi, permettendo così di viaggiare attraverso la periferia senza passare per il centro. La prima sezione della linea ad essere realizzata sarà la sezione sud tra le stazioni di Noisy-Champs e Pont de Sèvres, i cui lavori sono partiti nel 2016 e si concluderanno nel 2025. Il completamento della linea è previsto per il 2030.

## Cronologia
- novembre 2012: acquisto da parte della Société du Grand Paris del centro tecnico municipale di Champigny, dove in futuro sorgerà la stazione metropolitana di Champigny-Centre;[4]
- 24 dicembre 2014: l'opera ottiene la Déclaration d'utilité publique;[5]
- maggio 2015: inizio dei lavori per lo spostamento dei sottoservizi a Valle della Marna e Hauts-de-Seine;[6]
- 4 giugno 2016: apertura dei cantieri della tratta Noisy-Champs-Pont de Sèvres.[7]